# Ornebius vadus
Ornebius vadus är en insektsart som beskrevs av Sigfrid Ingrisch 1998. Ornebius vadus ingår i släktet Ornebius och familjen Mogoplistidae. Inga underarter finns listade i Catalogue of Life.